# Maung Sein Pe
Maung Sein Pe (ur. w 1920) – birmański lekkoatleta, sprinter. Uczestnik Igrzysk Olimpijskich 1948.
Brał udział w Igrzyskach Olimpijskich w Londynie w 1948 roku. Startował w biegu na 100 metrów oraz na 200 m. W obu konkurencjach z rywalizacji odpadł już po pierwszej rundzie.